# Хижинці (Звенигородський район)
Хи́жинці — українське село в Лисянській селищній громаді Звенигородського району Черкаської області. Розташоване на півночі області на пагорбах Придніпровської височини в межах лісостепу за 12 км від районного центру — селище Лисянка на вододілі двох великих річкових систем: Дніпра й Південного Бугу. Населення — 711 осіб, 269 дворів.

## Географія та історичні відомості
У селі бере початок річка Котова, ліва притока Хороброї.
Одна із перших згадок про Хижинці міситься у книзі Л. І. Похилевича «Сказания о населенных местностях Киевской губернии», виданій у 1864 році.
«Хижинцы, село в 3-х верстах от села Писаровки и в 8-ми от м. Лысянки, при вершинах речки Хоробры, впадающей в Рось при м. Стеблеве. В селе разбросанном по горам находится множество садов и довольно леса. Жителей обоего пола: православных 1322, римских католиков 10.
Церковь Богородичная, деревянная, 5-го класса; земли имеет 50 десятин. Построена 1740 года близ старой, как значится в визите Корсунского деканата за 1741 год. Во время визиты было в Хижинцах 60 дворов, а священником был Григорий Юзефович, 21-го марта 1724 года посвященный в Переяславле; следовательно епископом православным».
А це згадки про село за 1850 рік. «Некоторые сведения за 1850 год. Село принадлежало графине Софии Потоцкой. Приходский священник Софоний Яковлев Швабич, дьячок Иван Харитонов Чернявский, указный пономарь Василий Андреев Духневич. Некоторые фамилии жителей: Заитченко, Ковбасенко, Хлопич, Баранченко, Сокирченко, Мелниченко, Лавриненко, Артеменко, Сидоренко, Цимбаленко, Добровольский(дворяне), Решитниченко, Круценко, Гонтаренко, Маленко, Дишкант, Ястремский, Панасенко, Бондаренко, Стеценко».
Версій щодо походження назви села, тобто його топоніміки, є кілька. За однією з них, як оповідають старожили, навколо села тягнуться глибокі яри. Ці яри в минулому були вкриті густими листяними лісами (байраки). В цих лісах і урочищах водилося багато хижих звірів, найбільше вовків, які завдавали жителям села дуже багато шкоди і лиха. І тому, назва села Хижинці походить від слова «хижі».
За іншою легендою, назву село отримало завдяки «хижим ченцям» — давньоруським партизанам, які боронили свої землі від монголо-татарського поневолення.
Село межує на півночі з селом Медвин, на північному сході — з селом Щербашенці Київської області, на південному сході — з селом Журжинці, на півдні — з селищем Лисянкою, на південному заході — з селом Чеснівка, а на заході — з селом Писарівка. Неподалік села розташоване Черкаське родовище бентонітових глин (с. Дашуківка). На південно-східній околиці села є Змієві вали, які у давні часи виконували оборонну функцію.
На північній околиці села протікає річка Котова, яка є притокою річки Хоробра, що впадає у річку Рось, одну з найбільших правих приток Дніпра. А на південній околиці села, в урочищі Байрак, є джерела і струмки, на яких розташований каскад ставків. Ці струмки несуть свої води до річки Гнилий Тікич, яка, зливаючись із Гірським Тікичем, дає початок річці Синюха, що є лівою притокою річки Південний Буг.
Поряд із лісовими масивами (Царівський ліс, Ревене), поширені ліски (Зінькове, Сокиркове, Харкове тощо), луки, степові ділянки з лучною і степовою рослинністю.
На території села і його околиць поширені такі топонімічні назви урочищ і кутків: Ставидло, Олексенкове, Селище, Яцькове, Хомин, Чирвівське, Демехневе, Байрак, Винниця, Лазерове, Центр, Колгосп, Перцеве, Бартушеве, Вал, Суха Лоза, Котове, Чорна Гора, Столиць, Калиновий кущ тощо.
Ось згадки старожилів, у яких пояснюється походження деяких топонімів та цікавих об'єктів, що розташовані на околицях села: «Село  Хижинці розташоване на північній околиці території Лисянського району, за 10 км від районного центру, у верхів'і р. Хоробра, яка впадає в р. Рось.
Змієві вали (козацькі вали) — (зараз це заповідник державного значення), приблизно тисячу років тому відігравали роль оборонної споруди. Це були штучно створені з огляду на особливості місцевого ландшафту великі насипи, які захищали воїнів і місцеве населення від ворога.
Урочище „Царівський ліс“, в якому знаходиться „Котове“  та  „Панський сад“  за переказами старожилів були власністю пана Котова. „Панський сад“ — залишки панської садиби з фруктовим садом, реліктовими деревами. Місцевість  села переважно рівнинна з частковою погорбованістю, порізана річковими долинами, наявний загальний нахил на південний схід. Подекуди  зустрічаються яри і балки. З розповідей старожилів відомо, що печера, яка знаходиться в Царівському лісі донинні, колись продовжувалася  підземним ходом, що сполучав села Хижинці та Журжинці».
На території села розташовані загальноосвітня школа І—ІІІ ступенів, фельдшерсько-акушерський пункт, пошта, Церква Святих Праведних — Богоотця Іокима і Анни.
Тривалий час головою колгоспу був Попик Степан Давидович. Він пропрацював на цій посаді з 1947 року по 1980 рік. Степан Давидович був ініціатором будівництва сільського будинку культури й інших добрих починань. За роки його роботи на посаді голови було виведено колгосп у передові в районі. С. Д. Попик був нагороджений орденом Жовтневої Революції. Високих державних нагород також удостоєні багато жителів села. Це, зокрема, П. П. Коваленко (орден Трудового Червоного Прапора), Н. М. Маленко (орден Леніна), Г. Ф. Мазана, В. А. Совенко та багато інших.
У 80-ті роки значний внесок у розвиток села зробив тодішній голова колгоспу ім. Куйбишева В. М. Бабенко. За головування Віктора Мефодійовича було добудовано сільський будинок культури, побудовано нову школу, дитячий садок, фельдшерсько-акушерський пункт, сучасні ферми для худоби, критий гараж для колгоспних автомобілів, цех розливу столової води, яку підвозили з джерела «Калиновий кущ», посаджено молодий сад, реконструйовано дорогу до села, а також забудовано нову вулицю для молодих спеціалістів, яка отримала назву Молодіжна.
Сільський будинок культури на той час був центром відпочинку жителів села, це була досить сучасна споруда, яка відрізнялася від інших типових будинків культури. В ньому діяли спортивний зал, бібліотека, кінозал, велике фоє, музей.
6 травня 1905 року в с. Хижинці народився майбутній літературний критик, історик української літератури, дослідник новітньої історії України, публіцист і громадсько-політичний діяч Лавріненко Юрій Андріянович (псевдонім Юрій Дивнич). Помер Ю. А. Лавріненко 14 грудня 1987 року в м. Нью-Йорк (США). В пам'ять про видатного земляка при в'їзді в село встановлено пам'ятний знак.
На території села є братська могила, у якій поховані бійці, що визволяли Хижинці від німецьких загарбників, та обеліск Слави односельчанам, що загинули у роки Другої світової війни. З липня 1941 року по лютий 1944 року село перебувало в німецькій окупації. 387 жителів села були в лавах Червоної Армії, 216 із них загинуло в боротьбі з нацистами. 219 односельців нагороджено орденами і медалями, а Якиму Онопрійовичу Совенку, який загинув у 1945 році на річці Одер, посмертно присвоєно звання Героя Радянського Союзу.
Також є пам'ятний знак жертвам Голодомору, яких у 1933 році померло 900 осіб! Це третій показник по району після таких населених пунктів як с. Почапинці (1750 осіб) та смт. Лисянка (1210 осіб).
У селі зберігся вітряний млин.

## Населення
Згідно з переписом УРСР 1989 року чисельність наявного населення села становила 775 осіб, з яких 331 чоловік та 444 жінки.
За переписом населення України 2001 року в селі мешкало 711 осіб.

### Мова
Розподіл населення за рідною мовою за даними перепису 2001 року:
| Мова       | Відсоток |
| ---------- | -------- |
| українська | 94,94 %  |
| російська  | 4,92 %   |
| молдовська | 0,14 %   |

## Персоналії
У селі народились:
- Бондаренко Олександр Миколайович — старший лейтенант Збройних сил України, учасник російсько-української війни, Герой України (2025, посмертно).